# Felix de Rooy
Felix de Rooy (Curaçao, 3 november 1952) is een Curaçaos beeldend kunstenaar, theater- en filmregisseur, curator, schrijver en verzamelaar. In 1979 werd hij bekroond met de Cola Debrotprijs en in 1990 ontving hij een Gouden Kalf voor Ava & Gabriel. Van 1990 tot 1993 was hij lid van de Raad van Cultuur het adviesorgaan van het Ministerie van OCW in Nederland, in 2000 werd hij benoemd tot Ridder in de orde van Oranje Nassau vanwege zijn belang voor de Nederlandse theatercultuur, in 2023 trad hij toe tot de Akademie van Kunsten. en werd zijn portret toegevoegd in de ere galerie van ITA Amsterdam, en in 2024 ontving hij het Gouden Kalf voor zijn belang voor de Nederlandse Filmcultuur op het Nederlands Film Festival.  

## Biografie
De Rooy is geboren in Curaçao op 3 november 1952. Zijn ouders zijn schrijver/kunstenaar/verzamelaar Rene de Rooy en Talma de Rooy - Ten Meer, hij heeft twee broers en twee zussen. De Rooy heeft zichzelf wel de ‘erfgenaam van een koloniaal orgasme’ genoemd. Bij zijn voorouders zijn zowel slavenhouders als tot slaaf gemaakten uit vele windstreken: Een van zijn grootvaders was een Nederlandse telegrafist op Haïti die trouwde met Marguerite Grimard, de dochter van een Franse zakenman en een Haïtiaanse mulattin. Een van zijn grootmoeders werd geboren uit een revolutionaire liefdesgeschiedenis tussen de zoon van een Joods Portugese plantage-eigenaar en de dochter van de Afrikaanse keukenslavin. De man van deze grootmoeder (zijn andere grootvader) kwam voort uit het huwelijk van een Duitse domineeszoon met een inheemse vrouw uit het Amazone gebied. 
De Rooy groeide op in Curaçao (1952-54 en 57-67), Suriname (1954-57) en Mexico (1967-69). In 1969 vertrok hij naar Nederland om te studeren aan de Vrije Academie van Psychopolis in Den Haag. Na zijn opleiding vestigde hij zich 1973 in Curaçao waar hij zijn productie bedrijf Illusion Korsmiko  (later Cosmic Illusion in New York en Amsterdam) oprichtte voor theater, film, beeldende kunsten en literatuur. In 1979 werd hij  bekroond met de Cola Debrot Prijs voor zijn verdiensten aan het cultureel veld op Curaçao.
Eind jaren zeventig ontmoette hij klinisch psycholoog Norman de Palm in Curaçao. De Palm speelde in zijn films en theaterstukken, en werd zijn levenspartner. In 1980 gingen ze samen  New York, waar de Rooy afstudeerde als Master of Arts in filmregie bij de Tisch School of the Arts in de lichting met Spike Lee en Ernest Dickerson met wie hij aan verschillende films samenwerkte en met wie hij tot de dag van vandaag bevriend is. De Palm studeerde af als Master in Theater educatie.    
Vanuit New York verhuisden ze in 1983  naar Amsterdam en werd De Palm mede-(zakelijk) directeur van Cosmic Illusion. Het koppel speelde decennia lang een prominente rol in het cultuurveld in het Caribisch Nederland en in de veranderende samenleving in Europees Nederland, naast gezelschappen als De Nieuw Amsterdam o.l.v. Henk Tjon en Rufus Collins en Delta o.l.v. Anis de Jong en Nel Lekatompessy.  Naast theaterproducties, brachten ze boeken uit, maakten tentoonstellingen en verfilmden ze na een succesvolle internationale theater tournee in Desirée, gevolgd door het meermaals bekroonde Almacita di Desolato uit 1986 en Ava & Gabriel uit 1990. De laatste werd onderscheiden met een Gouden Kalf en uitgeroepen tot beste film op filmfestivals in o.a. Curaçao, Burkina Faso, Amiens, Buenos Aires, Havana, Martinique en Puerto Rico. Begin jaren negentig verbraken de Rooy en de Palm hun persoonlijke relatie en eind jaren negentig trok de Rooy zich terug uit Cosmic Illushion. De Rooy woont in Amsterdam en werkt zelfstandig als regisseur, curator, schrijver en kunstenaar aan vele internationale projecten in diverse disciplines (zie overzichten hieronder). Van 1990 tot 1993 was hij lid van de Raad van Cultuur het adviesorgaan van het Ministerie van OCW in Nederland. In 2000 werd hij benoemd als Ridder in de orde van Oranje Nassau voor zijn belangrijke bijdragen aan de Nederlandse theater- en filmcultuur.  
De Rooy is zich zeer bewust van zijn Afro-Caraïbische identiteit en gebruikt die ook in zijn creatieve uitingen. Hij maakt schilderijen, tekeningen, collages, assemblages en installaties en becommentarieert op deze wijze het slavernijverleden, met als doel het debat over witte en zwarte historie levend te houden. Zijn onderwerpen zijn transculturalisme en de manier waarop verschillende culturen elkaar zien. Hij noemt zijn stijl psychic realism; hij maakt kleurrijke dromerige afbeeldingen waarin menselijke en mythologische figuren centraal staan.
Al in 1989 stelde hij als curator de tentoonstelling Wit over Zwart samen, in het Amsterdamse Tropenmuseum, gebaseerd op zijn enorme prive collectie van Negrophilia. Met Wit over Zwarte toonde De Rooy welke stereotypen en vooroordelen in strips, gebruiksvoorwerpen, speelgoed, boeken en reclameaffiches gereflecteerd worden. De tentoonstelling, was van 1989 t/m 1996 in diverse musea en locaties in Europa te zien. De catalogus uitgegeven door Cosmic Illushion werd samengesteld door Jan Nederveen.  Een selectie van de collectie Negrophilia verzamelt door de Rooy werd in 2012 aangekocht door het Wereldmuseum Rotterdam en was van 2013 - 2023 permanent te zien in het Afrika Museum in Berg en Dal. In 2024 en 2025 is de Negrophilia verzameling deels overgebleven en nieuwe stukken verzamelt door de Rooy in fases gedoneerd aan de Black Archives in Amsterdam.
In 2023 stelde het Stedelijk Museum Amsterdam Apo-Clypse een groot retrospectief met het werk van en over de Rooy samen, trad de Rooy toe tot de Akademie van Kunsten en en werd zijn portret toegevoegd in de ere galerij van ITA Amsterdam vanwege zijn belang voor het Nederlandse theaterveld. In 2024 kwam de documentaire 'Nomade in Niemandsland' uit over het leven van de Rooy, en ontving de Rooy voor zijn verdiensten aan de Nederlandse Filmcultuur het Gouden Kalf voor Film Cultuur.

## Filmografie
- Nomade in Niemandsland (documentaire over en met Felix de Rooy regisseur: Hester Jonkhout 2024) / Tangerine Films
- Buladó (speelfilm genomineerd voor Oscar) (2020, als acteur in de rol van opa Weljo, regisseur: Eché Janga)
- Mundo Místiko (documentaire over kunstenaar Tony Monsanto, 2018, regisseur, camera en editor Kirk Claes) / de Rooy
- Double Play (speelfilm, 2017, Curaçao als productie designer, regisseur: Ernest Dickerson (VS))
- The Renny Show (experimentele film, 2015, Curaçao, als schrijver en regisseur) / FishEye Feature Films
- Roest & Koraal (documentaire over kunstenaar Ellen Spijkstra, 2013, Curaçao, regisseur, camera en editor Kirk Claes)/ Fundanshon Bon Intenson
- Armand Baag (documentaire over kunstenaar Armand Baag, 2013, Nederland, regisseur) / MTNL
- Muhe Frida (korte film, 2011, Aruba, regisseur) / Smaller Word Bigger Eye Productions[8]
- Island Reflections (promotie film voor Curaçao, 2011, Curaçao, regisseur, camera en editor Kirk Claes) / de Rooy
- Erfenis van Slavernij (documentaire serie, 2006, Nederland, regisseur) / Wereldmuseum Rotterdam
- Chess Game (korte film, 2005, Barbados, regisseur/producent) / de Rooy
- Boy Ecury (speelfilm, 2003, hoofdrol als Dundun Ecury, regisseur Frans Weisz)
- De D van Dag (korte film, 2003 als acteur Poster Man)
- Marival (documentaire 4 episodes, 1997, NL, regisseur) / MTNL
- 4D for Thee (experimentele film, 1995, NL, regisseur) / de Rooy
- Footprints, 1991 series on visual arts productions episode on Felix de Rooij / Banyan
- Ava & Gabriel - Un historia di amor (speelfilm, 1990, Curaçao, regisseur en artdirector ) / Cosmic Illushion (de Rooy en de Palm) - Gouden Kalf winnaar
- Almacita di desolato (speelfilm, 1986, Curaçao, regisseur en productie designer) / Cosmic Illushion (de Rooy en de Palm)
- Desiree (speelfilm, 1984, NYC, regisseur en productie designer) / Cosmic Illushion (de Rooy en de Palm)
- Joe's Bed-Stuy Barbershop: We Cut Heads (speelfilm, 1983, NYC, als artdirector, regisseur: Spike Lee) / 40Acres and a Mule
- Tur Kos Bon Na New York (experimentele film, 1981, NYC, regisseur) / Cosmic Illushion (de Rooy en de Palm)
- Theresa (experimentele film, 1979, Curaçao, regisseur) / de Rooy (film zoek)
- Duel in de Diepte (serie, 1979, Curaçao, als acteur in de rol van Lora, 9 episodes)
- Apo-Clypse (experimentele film, 1979, Curaçao, regisseur/scenarist) / de Rooy
- Musaiko Kultural  (TV-film, 1979, Curaçao, regisseur/scenarist /artistic director) / WT Productions
- Every Picture Tells a Story (experimentele film, 1978, Curaçao, regisseur/scenarist) / de Rooy
- Kharma na Korsow (filmisch interview artistiek experiment, 1975, Curaçao) / Wilbert E. Tecla en Felix de Rooy (film zoek)
- Running 8/45 (experimentele film, 1970, acteur) / producent onbekend (film zoek)

De Rooy's films en bijbehorend archief zijn opgenomen in het Nationaal Filmarchief in beheer bij EYE Filmmuseum collectiebeheer en Nationaal Archief Curaçao

## Beeldende Kunsten-tentoonstellingen (kunstenaar)
- 1975: Sinku Karanan di Corsow - groep - Casa di Teatro, CUR
- 1975: Psycho-Realism - groep - Bolivar Art Gallery, Kingston,  Jamaica
- 1976: groep - Curacao Academie voor Beeldende Kunsten (CABK), CUR
- 1977 The Print: Four Graphic Techniques - groep - National Gallery, Jamaica (publicatie)
- 1977: groep - Curacao Academie voor Beeldende Kunsten (CABK), CUR
- 1978: Ekspositie - groep - Philippona Den Haag, NL
- 1980: Metamorfosis - Felix de Rooy & Norman de Palm - Galerie Bloemhof, CUR
- 1994: groep - National Museet, Kopenhagen, Denemarken
- 1996: The Garden of A... duo with Pervaiz Khan, Ikon Gallery, Birmingham, VK
- 1998: groep - Aros, Aarhus Kunstmuseum, Aarhus, Denemarken
- 2001: Marks of the Soul – groep - Poetics, Philosophies & Religions - University gallery, Florida Atlantic University, VS (met catalogus)
- 2002: Influences -  groep - National Museum Accra, Ghana
- 2002: groep - Readytex Art Gallery, Paramaribo, SUR
- 2004: Ego Documenta – solo - Wereldmuseum Rotterdam, NL (2004/2005) (publicatie)
- 2008: solo - Garden of Eden, Paramaribo, SUR
- 2010: Antepasado di Futuro – groep - Curaçaosch Museum, NL (2010-2011) (publicatie)
- 2012: groep - Galerie23 Amsterdam, NL
- 2012: Art in Public - The Emancipatie Voorbij - solo - Amsterdam, NL
- 2013: Tropisch Koninkrijk - hedendaagse kunst van Aruba, Curaçao, St. Maarten, Bonaire, Saba en St. Eustatius – groep - Museum de Fundatie, Zwolle, NL (2013-2014)
- 2021: Surinaamse School – groep - Stedelijk Museum Amsterdam, NL
- 2023: Apocalypse – solo - Stedelijk Museum Amsterdam, NL (publicaties)
- 2024: Ten Thousand Suns – groep Sidney Biënnale, Australie
- 2024: Forgive us our trespassing – groep - Haus der Kulteren der Welt, Berlijn, Duitsland

Werken van de Rooy zijn opgenomen in de collecties van IKON Gallery (VK), Universiteit van Florida Gallery (VS), Charles Eyck Nalatenschap,  Museum de Fundatie, Stedelijk Museum Amsterdam, Stedelijk Museum Schiedam, en Museum Catharijneconvent (NL), Curaçao Museum (CUR), Surinaams Museum (SUR) , en in diverse privéverzamelingen in Europa, Azië, de Amerika's en het Caribisch gebied. Archief materiaal m.b.t. de beeldende kunst activiteiten van de Rooy zijn opgenomen in het Nationaal Archief Curaçao

## Beeldende Kunsten-tentoonstellingen (curator)
- 1989: White on Black: Images of Blacks in popular Western Culture – Tropenmuseum Amsterdam, NL (1989/1990) (met Harry Leyten)
- 1991: White on Black, Cultureel Centrum De Markten, Brussel, Belgie
- 1991: White on Black, Philips tentoonstellingsruimte, Eindhoven, NL
- 1992: White on Black: poster versie,  musea in NL, Belgie, Luxemburg en Verenigd Koninkrijk (1992 - 1996)
- 1994: White on Black: National Museet, Kopenhagen, Denemarken
- 2002: Influences - National Museum Accra, Ghana (met Korkor Armarteifio)
- 2003: Erfenis van Slavernij - Wereldmuseum Rotterdam, NL (2003/2004)
- 2005: NiNSee - Amsterdam, NL (2005/2006) (met Rene Wissink en Maria Karg)
- 2006: Erfenis van Slavernij - Curaçao Museum, CUR
- 2007: Erfenis van Slavernij - Surinaams Museum, Paramaribo, SUR
- 2009: Kunst van Overleven - Tropenmuseum Amsterdam, NL (2009/2010)
- 2007: Permanente tentoonstelling - Museum Savonet, Curaçao (2007/2011) (met Rene Wissink)
- 2010: Antepasado di Futuro: 100 years of visual arts - Curaçao Museum, CUR (met Jennifer Smit)
- 2015: 100 jaar Shell Raffinaderij / Isla den Nos Bida  - NAAM, Willemstad, Curaçao (2015/2017)
- 2022: Nieuwe permanente opstelling - Suriname Museum, Amsterdam, NL (met Rene Wissink)

De Rooy's beeldende kunst archieven / materiaal van tentoonstellingen zijn onderdeel van de respectievelijke musea. Werken uit de Rooy's verzameling en persoonlijke archief materiaal is gedoneerd aan Wereldmuseum Rotterdam, The Black Archives Amsterdam, Suriname Museum Amsterdam (NL) en Curaçao Museum, Kura Hulanda Museum, Nationaal Archief Curaçao

## Theater (regisseur/scenario)
- 1976: Ceremonia di Siglo (Illusion Korsmiko), CUR
- 1977: Mama Korsou y Su Yu Sin Trabow (Moeder Curaçao en haar kinderen zonder werk), (Illusion Korsmiko(), CUR
- 1979: E Dos Krianan (Illusion Korsmiko) bewerking Jean Genets Les Bonnes door Nydia Ecury, CUR (tournee Antillen)
- 1981: Desiree (Cosmic Illusion), VS (internationale tournee)
- 1984: Lippenschrift (Cosmic Illusion), NL
- 1984: EENNACHTNU (Stichting Theater Unie), NL
- 1986: Voor vrouwen die zelfmoord overwogen (Cosmic Illushion), NL
- 1987: Mirage (Cosmic Illusion), NL
- 1987: Josophat (geschreven door Tone Brulin en geregisseerd en bewerkt door de Rooy,)(Cosmic Illusion), NL
- 1992: De Human Voice ((La Voix Humaine van Jean Cocteau) (Cosmic Illusion), NL
- 1993: Dans Dans Dan (DNA), NL (internationale tournee)
- 1995: 4D for Thee (Cosmic Illusion), NL
- 1995: Zeg de Zee Vaarwel (DNA), NL (internationale tournee)
- 1996: Marival, (de Rooy) NL
- 1998-2000: Montezuma's Revenge, NL
- 2000: Jorgen Raymann - Even Slikken (Jorray Productions / SDPM), NL
- 2000: De Dood en het Meisje (Thalia / SDPM), SUR
- 2000: Chakra en diverse producties voor Funda Mujde, NL
- 2002: Jorgen Raymann - Slaaf of niet Verslaafd (Jorray Productions / SDPM), NL
- 2003: Duet Duel, NL
- 2004: Jorgen Raymann - In Holland staat mijn huis (Jorray Productions / Men at Work), NL
- 2004: De Kleur van Droes, NL (internationale tournee)
- 2004: Earthlings, NL
- 2007: Jorgen Raymann - Te gek om los te lopen (Jorray Productions / Men at Work), NL
- 2008: De Schaduw van de Goedheiligman, NL
- 2010: Sapeurs, NL
- 2024: Desiree - bewerking door Rightaboutnow Inc. (black achievement month), NL

De Rooy's theaterarchief is opgenomen in de collectie van het Allard Pierson Museum/UvA/Need for Legacy (NL) en het Nationaal Archief Curaçao (CUR)  

## Prijzen
- Cola Debrotprijs, 1979
- Internationaal filmfestival van Taormina, 1986, Audience Award voor Almacita di desolato
- Nederlands Film Festival, 1990, Gouden Kalf voor Ava & Gabriel - Un historia di amor
- Paul Robeson-prijs in Burkina Faso, 1991
- Saúl Yelín-prijs in Havana, Cuba, 1991
- Internationaal filmfestival van Amiens, 1991, Special Jury Award voor Ava & Gabriel - Un historia di amor
- Ridder in de orde van Oranje Nassau, 2000
- Black Achievement Award, 2017
- Septiumius Lifetime Achievement Award, 2023
- Eregalerij Internationaal Theater Amsterdam, bijdrage theatercultuur in Nederland, 2023
- Toetreding Akademie voor Kunst, 2023
- Gouden Kalf voor de filmcultuur, 2024[9]